# Weinbiet Manufaktur
Die Weinbiet Manufaktur e. G. ist eine deutsche Winzergenossenschaft mit Sitz in der pfälzischen Weinbaugemeinde Mußbach, einem Ortsteil von Neustadt an der Weinstraße in Rheinland-Pfalz.

## Geschichte
Die Geschichte der Weinbiet Manufaktur begann 1902 mit der Gründung des Winzervereins Mußbach. Nach Raiffeisens Prinzipien der Selbsthilfe, der Selbstverwaltung und der Selbstverantwortung gründeten – unter Initiative des Mußbacher Hauptlehrers Julius Ullrich – 54 Mußbacher Winzer am 6. Januar 1902 den Winzerverein Mußbach. Im Laufe der Jahre wuchs der Winzerverein zunehmend, weil das Interesse an einer gemeinsamen Vermarktung stieg. 1920 war die Kapazitätsgrenze erreicht, und neue Mitglieder konnten nicht mehr aufgenommen werden. Deswegen gründete sich im September 1920 die Winzergenossenschaft Mußbach, die 1927 das Anwesen (heute: An der Eselshaut 57 ) erwarb, den heutigen Hauptsitz. Beide Betriebe fusionierten im Jahr 1968 zur Winzergenossenschaft Weinbiet.
Noch heute bestehen beide Betriebsstätten. Auf dem ehemaligen Gelände des Winzervereins, An der Eselshaut 32 , befindet sich heute das Kelterhaus mit der Traubenannahme und Produktionsstätte, das mit seinem Hof für Feste und Veranstaltungen genutzt wird. Im Anwesen der ehemaligen Winzergenossenschaft Mußbach, An der Eselshaut 57, befinden sich die Vinothek, das Verwaltungsgebäude sowie die Abfüllungsanlage und das Flaschenlager.

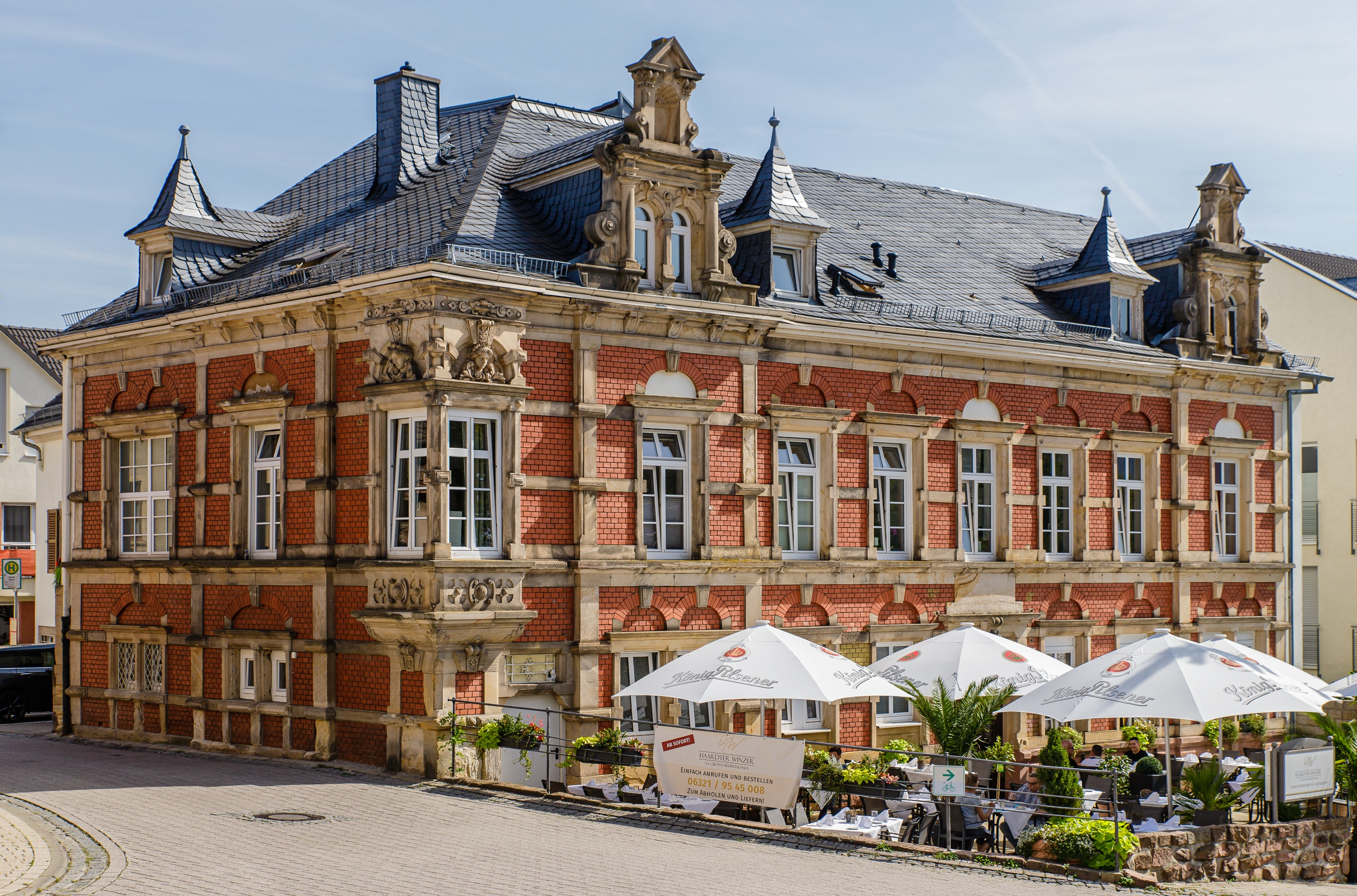
Ehemaliges Verwaltungsgebäude der Haardter Winzergenossenschaft

1972 schloss sich die Winzergenossenschaft des Nachbardorfs Gimmeldingen an; der Anschluss der Haardter Winzergenossenschaft wurde am 21. März 2002 vollzogen.

## Betrieb
Namensgeber der Weinbiet Manufaktur ist das 554 m hohe Weinbiet, ein Berg am Ostrand des Pfälzerwalds.
Die Winzergenossenschaft produziert und vermarktet Weintrauben aus knapp 330 Hektar Anbaufläche. Die erzeugten Weine gelten als Erzeugerabfüllung. Zur Kooperation gehören rund 45 aktive Mitglieder.
Mit dem 2022er Jahrgang wurde die Genossenschaft mit dem Nachhaltigkeitszertifikat FAIR'N GREEN zertifiziert.

## Qualitätsmanagement
Die Weinbiet Manufaktur ist nach IFS und FAIR'N GREEN zertifiziert. Seit 2001 setzt sie als eine der ersten Kooperationen die GrapeScan-Technologie ein. Diese liefert neben dem Zuckergehalt der Trauben auch Säurewerte und wesentliche Kriterien über den Gesundheitszustand der Trauben. Durch den GrapeScan wird eine Sortierung der Qualitäten ermöglicht. Im Zuge eines sogenannten Bonitur-Systems werden die Winzer schon während der Vegetationsperiode zwecks Qualitätssteigerung von einem Weinbauberater betreut.

## Weinlagen
Die knapp 330 Hektar Rebfläche, welche die Winzer bewirtschaften, verteilen sich auf die Großlage Gimmeldinger Meerspinne mit den Einzellagen Gimmeldinger Mandelgarten, Mußbacher Eselshaut, Mußbacher Kurfürst, Mußbacher Bischofsweg, Haardter Bürgergarten, Haardter Herrenletten und Haardter Herzog sowie auf die Monopollage Haardter Schlossberg, deren Vertrieb exklusiv durch die Weinbiet Manufaktur erfolgt.
Insgesamt sind 66 % der Rebflächen mit Weißweintrauben und 34 % mit Rotweintrauben bestockt. Der Rebsortenspiegel setzt sich wie folgt zusammen:
- 30 % Riesling
- 9 % Spätburgunder
- 7 % Grauburgunder
- 7 % Dornfelder
- 7 % Müller-Thurgau
- 5 % Weißburgunder
- 3 % Sauvignon Blanc
- 3 % Merlot
- 3 % Blauer Portugieser

Hinzu kommen kleinere Mengen Chardonnay, Silvaner, Gewürztraminer, Kerner, St. Laurent und andere, sowie einige alkoholfreie Alternativen.

## Klassifikation
Folgende Weinsegmente werden angeboten:
- Gutes im Liter umfasst alle Weine in der Literflasche.
- Rebsortenweine sind sortentypische Weine, die schonend verarbeitet werden und die Typizität der Rebsorte widerspiegeln.
- Lagenweine stammen aus speziellen Lagen und besitzen besonders hohe Weinqualität mit terroirgeprägtem Charakter.
- Die Edition Philipp Bassler ist benannt nach einem der 54 Gründer der Weinbiet Manufaktur, der sich schon 1902 der Steigerung der Weinqualität verschrieben hatte. Die Weine stammen aus den besten Parzellen und werden von ausgesuchten Winzern bewirtschaftet. Zu dieser Linie gehören auch die Philipp Bassler Craft-Weine sowie die Edition Philipp Bassler Réserve-Weine. Die Réserve ist immer das beste Fass des Jahrgangs.
- Sommertänzer & mehr vereinen Kunst und Wein; die Sommertänzer-Linie ist mit Künstleretiketten ausgestattet.
- Alkoholfrei zeigt eine schöne Auswahl alkoholfreier Alternativen von alkoholfreiem Wein und Sekt bis hin zu Saft und Glühpunsch.

Die Klassifikation eines Weines ist an den Eselsköpfen auf dem Etikett erkennbar und steht für das Qualitätsniveau – je mehr Esel, desto höher die Qualität.

## Auszeichnungen (Auswahl)
Weine der Weinbiet Manufaktur nahmen an Weinwettbewerben und Verkostungen der Fachpresse teil:
- 2024: Falstaff Weinguide – 2 Sterne

- 2024: Eichelmann Weinguide – 1,5 Sterne

- 2024: Vinum Weinguide – 2 Sterne
- 2024: Gault & Millau Weinguide – Zwei rote Trauben (Herausragend in der Kategorie)
- 2024: DER FEINSCHMECKER – Die besten Weingüter in Deutschland
- 2023: Decanter World Wine Award – 91 Punkte für den Philipp Bassler GG Riesling
- 2023: meiningers Weinwirtschaft Genossenschaftstest – TOP 2 der Pfalz
- 2023: Falstaff Weinguide – 2 Sterne

- 2023: Eichelmann Weinguide – 1,5 Sterne

- 2023: Vinum Weinguide – 1,5 Sterne
- 2023: Gault & Millau Weinguide – Zwei rote Trauben (Herausragend in der Kategorie)
- 2023: DER FEINSCHMECKER – Die besten Weingüter in Deutschland
- 2022: meiningers Weinwirtschaft Genossenschaftstest – Beste Genossenschaft der Pfalz – zum 2. Mal in Folge
- 2022: Falstaff Weinguide – 2 Sterne

- 2022: Eichelmann Weinguide – 1,5 Sterne

- 2022: Vinum Weinguide – 2 Sterne
- 2022: Gault & Millau – Die besten Weine Deutschlands
- 2022: DER FEINSCHMECKER – Die besten Weingüter in Deutschland
- 2021: meiningers Weinwirtschaft Genossenschaftstest – Beste Genossenschaft der Pfalz
- 2021: Falstaff Weinguide – 2 Sterne für die Weinbiet Manufaktur und Bewertung als eines der „interessantesten Genossenschaftsmodelle“[9]

- 2021: Eichelmann Weinguide – 1,5 Sterne für die Weinbiet Manufaktur (bei erster Teilnahme)[10]

- 2021: Vinum Weinguide – halber Stern für die Weinbiet Manufaktur[11]

- 2020: Decanter World Wine Award – Auszeichnung für den Philipp Bassler GG Riesling, Einstufung unter die Top 10 aller angestellten deutschen Weine und als „bester deutscher trockener Riesling“[12]

- 2020: Meininger-Wettbewerb „Best of Riesling“ – 93 Punkte (= punktgleich mit den Siegern seiner Kategorie) für den Haardter Herrenletten Riesling von der Manufaktur Weinbiet[13]

- 2020: Pfalzwein e. V. – Wettbewerb „Die Junge Pfalz“, Einstufung unter die Top 20 der Jungwinzer der Pfalz für den Geschäftsführenden Vorstands der Weinbiet Manufaktur, Bastian Klohr[14]

- 2020: Gault-Millau Weinguide – Empfehlung mit einer roten Traube als „aufstrebend“[15]

- 2020: Vinum Weinguide – erstmalige Empfehlung der Weinbiet Manufaktur[16]

- 2019: Landwirtschaftskammer Rheinland-Pfalz – 2017er Dornfelder Bischofsweg zum Siegerwein 2019 in der Kategorie Dornfelder gekürt, damit bester Dornfelder der Pfalz[17]

- 2019: Meininger Rotweinpreis – zweimal 90 und einmal 87 Punkte[18]

- 2019: Pfalzwein e. V. – Wettbewerb „Die Junge Pfalz“, 2. Platz des Geschäftsführenden Vorstands der Weinbiet Manufaktur, Bastian Klohr[19]

- 2019: Leistungstest der Deutschen Genossenschaften 2019 des Weinfachmagazins Weinwirtschaft – 2. Platz in der Pfalz und 11. Platz in Deutschland[20]

- 2019: Decanter World Wine Award – einmal 92 und zweimal 90 Punkte[21]

- 2018: Deutsche Landwirtschafts-Gesellschaft (DLG) – 17 Gold- und 18 Silbermedaillen

- 2017/2018: Landesprämierung für Wein und Sekt – 30 Gold- und 46 Silbermedaillen

- 2016/2017: Landesprämierung für Wein und Sekt – 31 Gold- und 53 Silbermedaillen[22][23]

- 2016: Mundus Vini – zwei Goldmedaillen und eine Silbermedaille[24]

- 2016: AWC Vienna – zwei Gold- und vier Silbermedaillen im internationalen Wettbewerb[25]

- 2015: Mundus Vini-Wettbewerb „Best of Riesling 2015“ – 1. Platz in der Kategorie Riesling restsüß[26][27]

- 2015: Mundus Vini – drei Goldmedaillen sowie die Sonderauszeichnung „Bester restsüßer Weißwein in Deutschland im LEH-Sommer 2015“[28][29]

- 2015: AWC Vienna – drei Gold- und vier Silbermedaillen im internationalen Wettbewerb[30]

- 2014: Genossenschaftsverband Frankfurt Hessen/Rheinland-Pfalz/Saarland/Sachsen/Thüringen – Ehrenpreis für besondere Leistungen bei der Landesprämierung für Wein und Sekt[31]

- 2014: Deutsche Landwirtschafts-Gesellschaft (DLG) – DLG Top 10 der besten Sekterzeuger und DLG Top 100 der besten Weinerzeuger[32]

- 2011: Landwirtschaftskammer Rheinland-Pfalz – Staatsehrenpreis[33]